# 1655
1655 (MDCLV) var ett normalår som började en fredag i den gregorianska kalendern och ett normalår som började en måndag i den julianska kalendern.

## Händelser

### Februari
- 1 februari – Befäl vid det svenska infanteriet och kavalleriet inkallas, som förberedelse för nya krigsrörelser.

### Mars
- 8 mars – Samtliga svenska och finska överstar befalls att vara beredda på marsch från och med 1 maj.

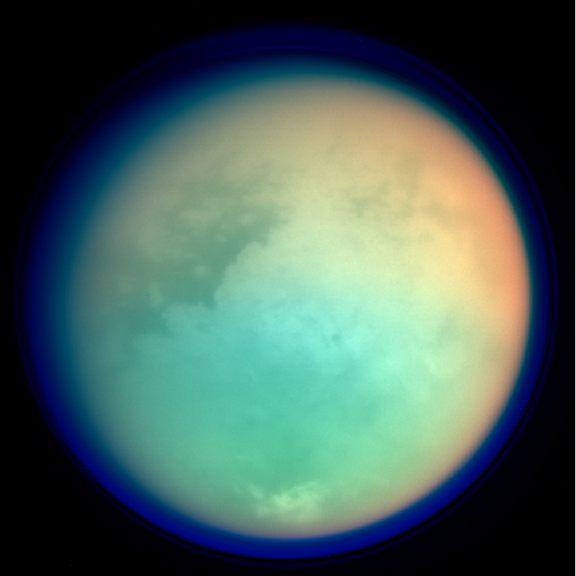
Titan.

- 25 mars – Christian Huygens upptäcker planeten Saturnus största måne Titan.

### April
- 7 april – Sedan Innocentius X har avlidit den 7 januari väljs Fabio Chigi till påve och tar namnet Alexander VII.[1]

### Maj
- 16 maj – 16 kofferdifartyg tas i svensk tjänst för transport av tung materiel.
- 26 maj – Ett stort antal hästar upphandlas i Nordtyskland för svenska härens räkning.

### Juni
- 19 juni – Svenska armén i Livland sätts på marsch mot Dünaburg i Polen.
- 25 juni – Under riksdagen år 1655 genomdriver Karl X Gustav genomdriver den så kallade fjärdepartsräfsten. En fjärdedel av de donationsjordar, som donerats till adeln sedan 1633, skall återlämnas till kronan. Områden runt befästningar, kungliga slott och gruvor får i fortsättningen inte avsöndras.

### Juli
- 1 juli – Svenska hären angriper Polen (Dünaburg), vilket inleder det Nordiska kriget.
- 3 juli – Fältmarskalk Arvid Wittenberg samlar den svenska hären vid Stettin.
- 5 juli – Fältmarskalk Arvid Wittenberg går in i Polen med svenska hären.
- 9 juli
  - Hären i Sverige, under Karl X Gustavs ledning, embarkerar flottan vid Dalarö.
  - Reduktionskollegium, lett av Herman Fleming, bildas för att verkställa reduktionsbeslutet.
- 14 juli – 15.000 polacker kapitulerar vid Netze och övergår i svensk tjänst.
- 15 juli – Svenska hären, under Karl X Gustavs ledning, landstiger på Rügen.
- 25 juli – En polsk här kapitulerar till fältmarskalk Wittenberg och svär Sverige trohet. En svensk flotta blockerar Danzigs hamn.
- 26 juli–5 augusti – Svenskarna erövrar Pilten från polackerna.
- 29 juli – Ryssarna intar Grodno och Vilna i Polen.
- 30 juli – Norrköping härjas av en brand och när staden byggs upp får den en modern stadsplan.[2]
- 31 juli – Hären under Karl X Gustav går in i Polen för att möta hären under Wittenberg.

### Augusti
- 15 augusti – De båda svenska härarna förenas i Konin.
- 23 augusti – Svenskarna besegrar polackerna i slaget vid Sobota.
- 25 augusti – En svensk eskader ankrar upp utanför Danzig och blockerar staden.
- 29 augusti – Svenskarna erövrar Warszawa.

### September
- 1 september – Svenska hären bryter upp från Warszawa och går mot Kraków.
- 6 september – Svenskarna besegrar polackerna i slaget vid Zarnow.
- 15 september – Nya Sverige, Sveriges besittning i Nordamerika, erövras av Nederländerna. Kolonin upphör att existera, men flera svenskar blir kvar i området.
- 16 september – Svenskarna innesluter Kraków.
- 20 september – Svenskarna besegrar polackerna i slaget vid Nowy Dwór.
- 22 september – Före detta drottning Kristina lämnar Bryssel och beger sig mot Rom.
- 23 september – Svenskarna besegrar polackerna i slaget vid Wojnicz.

### Oktober
- 8 oktober – Svenskarna erövrar Kraków.
- 10 oktober – De litauiska ständerna underkastar sig Sverige.
- 27 oktober – 5.300 qvartianer under Koniecpolski svär Karl X Gustav trohet.
- 28 oktober – 11.000 qvartianer under Potocki svär Karl X Gustav trohet.
- 29 oktober – Svenskarna innesluter klostret Częstochowa.

### November
- 3 november – Före detta drottning Kristina konverterar officiellt till katolicismen i Innsbruck.
- 6 november – Karl X Gustav återvänder till Warszawa varvid flera vojvodskap svär honom trohet.
- 24 november – Svenskarna står med 18.000 man utanför staden Thorn.
- 25 november
  - Den svenska eskadern lämnar Danzig
  - Thorn faller i svenska händer.

### December
- 10 december – Staden Elbing kapitulerar för svenskarna.
- 17 december – Svenskarna står nu utanför Königsberg och hotar kurfursten av Brandenburg.
- 20 december – Före detta drottning Kristina håller sitt högtidliga intåg i Rom. Kristina börjar kalla sig Kristina Alexandra efter påven Alexander VII.

## Födda
- 25 januari – Cornelius Anckarstierna, svensk amiral.
- 12 februari - Anna Isabella Gonzaga, italiensk regent.
- 4 maj – Bartolomeo Cristofori, italiensk klaverbyggare och uppfinnare.
- 13 maj – Innocentius XIII, född Michelangelo dei Conti, påve 1721–1724.
- 17 juni – Cornelius Cruys, norsk-nederländsk viceamiral.
- 24 november – Karl XI, kung av Sverige 1660–1697 (myndig 1672).
- Mademoiselle De Lafontaine, fransk ballerina.

## Avlidna
- 7 januari – Innocentius X, född Giovanni Battista Pamphili, påve sedan 1644.
- 25 februari – Daniel Heinsius, nederländsk filolog och skald.
- 18 mars – Maria Eleonora av Brandenburg, drottning av Sverige 1620–1632, gift med Gustav II Adolf.
- 30 april – Eustache Le Sueur, fransk målare.
- 9 maj – Karl Ferdinand Vasa, son till Sigismund och Konstantia av Steiermark.
- 30 maj – Kristian av Brandenburg-Bayreuth, markgreve av Brandenburg-Bayreuth sedan 1603
- 15 juli – Girolamo Rainaldi, italiensk arkitekt.
- 28 juli – Cyrano de Bergerac, fransk dramatiker.
- 24 oktober – Pierre Gassendi, fransk naturforskare och filosof.
- 27 november – Anna Ovena Hoyer, tysk poet

### Fotnoter
1. ↑  ”Roman Catholic Church” (på engelska). World Statesmen. http://www.worldstatesmen.org/Catholic.html. Läst 23 november 2012.
2. ↑  ”Värmlands brandhistoriska klubb”. Arkiverad från originalet den 12 oktober 2011. https://www.webcitation.org/62NB7kO36?url=http://www.brandhistoriska.org/olyckor_se.html. Läst 25 mars 2011.